# Cuencamé

Cuencamé é um município do estado de Durango, no México.
Durante o período de Revolução mexicana Calixto Contreras (1867-1918) e Severino Ceniceros (1880-1937) eram pessoas notáveis da Cuencamé onde nasceram.